# Chromis punctipinnis
Espèce
Synonymes
- Ayresia punctipinnis Cooper, 1863

Statut de conservation UICN

 LC  : Préoccupation mineure
Chromis punctipinnis est un poisson appartenant à la famille des Pomacentridae.